# Фрањевци опсерванти
Фрањевци опсерванти су припадници римокатоличког Реда мале браће опсерваната (лат. Ordo Fratrum Minorum Observantium / OFM Obs.) који спада у скупину фрањевачких редова. Термин опсерванти (лат. observantes) је још од оснивања првобитног Фрањевачког реда у 13. веку означавао оне фрањевце који су се определили за строго поштовање завета сиромаштва без стицања имовине, што их је разликовало од фрањеваца конвентуалаца (лат. conventuales) који се нису противили стицању имовине. Спорови између те две струје довели су 1517. године до званичне поделе на два посебна реда (опсервантски и конвентуалски). Од тада постоји посебан Фрањевачки опсервантски ред, који има почасно првенство међу фрањевачким редовима.
Почевши од 2021. године, на челу Фрањевачког опсервантског реда налази се Масимо Фусарели (итал. Massimo Fusarelli).
Још од средњовековног периода, припадници овог фрањевачког реда присутни су и на разним јужнословенским просторима. Овом реду припада и фрањевачка провинција Босна Сребрена, под чијом се надлежношћу на територији Србије налази и фрањевачки самостан у Београду, са црквом Светог Анте Падованског, као и фрањевачки самостан у Ђаковици, посвећен истом светитељу.